# Lotniskowce eskortowe typu Avenger
Trzy lotniskowce eskortowe typu Avenger były w służbie podczas II wojny światowej. Wszystkie trzy zostały wybudowane w stoczni Sun Shipbuilding w Pensylwanii. Lotniskowce wodowały w 1939 i 1940 roku, a w 1942 zostały dostarczone do Royal Navy.
Lotniskowce mogły zabrać na pokład 555 ludzi, a ich długość wynosiła 150 m i szerokość 20 m. Wyporność lotniskowców typu Avenger wynosiła 8300 ton.